# 法圖烏庫島
法圖烏庫島（Fatu Huku）是法屬波利尼西亞的島嶼，屬於馬克薩斯群島的一部分，位於希瓦瓦島以北30公里的太平洋海域，由希瓦瓦市镇管辖，面積1.3平方公里，最高點海拔高度361米，島上無人居住。